# Yūji Kakiuchi
Yūji Kakiuchi (jap. 垣内 友二, Kakiuchi Yūji; * 31. August 1969 in der Präfektur Kanagawa) ist ein ehemaliger japanischer Fußballspieler.

## Karriere
Kakiuchi erlernte das Fußballspielen in der Schulmannschaft der Fujisawa Kita High School. Seinen ersten Vertrag unterschrieb er bei Toho Titanium SC. 1992 wechselte er zu Kyōto Shiko (heute: Kyōto Sanga). Der Verein spielte in der zweithöchsten Liga des Landes, der Japan Football League. 1995 wurde er mit dem Verein Vizemeister der Japan Football League und stieg in die J1 League auf. Für den Verein absolvierte er 62 Spiele. 1997 wechselte er zu Albirex Niigata. Ende 1998 beendete er seine Karriere als Fußballspieler.